# Eragrostis omahekensis
Eragrostis omahekensis är en gräsart som beskrevs av De Winter. Eragrostis omahekensis ingår i släktet kärleksgrässläktet, och familjen gräs.
Artens utbredningsområde är Namibia. Inga underarter finns listade i Catalogue of Life.